# Спартак (футбольный клуб, Семей)
«Спартак» — казахстанский футбольный клуб из города Семей.
Основан в 1964 году на базе футбольной команды Семипалатинского цементного завода. Став победителем чемпионата Казахской ССР по футболу 1963 года, получил звание команды мастеров. С 1964 по 1991 год участник чемпионатов СССР. С 1992 по 2015 год участник чемпионатов Казахстана среди команд Премьер лиги и Первой лиги. С сезона 2016 года ввиду отсутствия финансирования не участвует в турнирах, проводимых под эгидой Профессиональной футбольной лиги Казахстана.
Несмотря на заявленное ранее возрождение клуба, в декабре 2022 года на встрече с болельщиками в Семее учредители клуба в лице Серика Байгалиева заявили о том что новообразованный «Елимай» не является правопреемником "Спартака", а создан как новое юридическое лицо.
Чемпион Казахстана 1994, 1995, 1998 годов. Бронзовый призёр чемпионата Казахстана 1996 года. Обладатель кубка Казахстана 1995 года.

## Названия
| Период    | Название команды |
| --------- | ---------------- |
| 1959—1970 | «Цементник»      |
| 1971—1993 | «Спартак»        |
| 1994—1998 | «Елимай»         |
| 1999—2000 | AES «Елимай»     |
| 2001—2003 | «Елимай»         |
| 2004—2007 | «Семей»          |
| 2008—2016 | «Спартак»        |
| 2023      | «Елимай»         |

## История
- 1959 — При Семипалатинском цементном заводе создан футбольный клуб «Цементник». Команда участвует в Первенстве города и области.
- 1962 — «Цементник» — обладатель Кубка Семипалатинской области.
- 1963 — «Цементник» — чемпион города Семипалатинск.
- 1963 — «Цементник» — чемпион Семипалатинской области.
- 1963 — «Цементник» — чемпион Казахской ССР.
- 1964 — «Цементник» получает статус команды мастеров и допускается к участию в розыгрыше Чемпионата и Кубка СССР.
- 1966 — В Семипалатинске состоялся матч открытия стадиона «Спартак» между «Цементником» и красноярским «Автомобилистом».
- 1969 — «Цементник» — серебряный призёр зонального турнира Чемпионата СССР (Класс «Б», Казахстанская зона)
- 1969 — Капитан команды Виктор Дронкин забивает 25 голов в сезоне, что является лучшим показателем семипалатинской команды за всю историю
- 1970 — «Цементник» — победитель зонального турнира Чемпионата СССР (Класс «Б», Казахстанская зона).
- 1971 — «Спартак» — победитель зонального турнира Чемпионата СССР (Вторая лига СССР, 6 зона).
- 1972 — «Спартак» — бронзовый призёр зонального турнира Чемпионата СССР (Вторая лига СССР, 6 зона).
- 1977 — «Спартак» — победитель зонального турнира Чемпионата СССР (Вторая лига СССР, 6 зона).
- 1983 — «Спартак» — обладатель Кубка Казахской ССР (8 ноября. Алма-Ата. Стадион «СКА». «Спартак»-«Мелиоратор» 4:0. Голы: Климов, Пономарёв, Алтухов, Борисов).
- 1984 — «Спартак» — финалист Кубка Казахской ССР («Мелиоратор»-«Спартак» 2:1. Голы: Байсеитов, Кубиев — Рымбаев).
- 1989 — «Спартак» — финалист Кубка Казахской ССР («Экибастузец»-«Спартак» 2:1. Голы: Сафонов(2) — Рыков)
- 1990 — «Спартак» — бронзовый призёр зонального турнира Чемпионата СССР (Вторая лига СССР, 8 зона).
- 1991 — «Спартак» — серебряный призёр зонального турнира Чемпионата СССР (Вторая лига СССР, 8 зона).
- 1992 — «Спартак» — дебютирует в первом Чемпионате Казахстана.
- 1993 — «Спартак» по итогам сезона занимает 17 место и покидает Высшую лигу.
- 1994 — «Спартак» допускается к участию в Чемпионате Казахстана среди команд Высшей лиги в связи с расформированием ФК «Достык»(Алматы). С приходом на должность президента клуба Нурлана Уранхаева, «Спартак» переименован в «Елимай».
- 1994 — «Елимай» впервые становится Чемпионом Казахстана.
- 1995 — «Елимай» дебютирует в международных турнирах — Кубок Чемпионов Содружества и Кубок Азиатских Чемпионов.
- 1995 — «Елимай» становится обладателем «золотого дубля» выиграв Чемпионат и Кубок Казахстана.
- 1996 — Бразильские нападающий Маркос Роберто Сампайо Пимента и полузащитник Антонио Роберто зе Мария, приглашаются в клуб, и становятся первыми футболистами из дальнего зарубежья, выступавшими за казахстанскую команду.
- 1996 — «Елимай» — бронзовый призёр чемпионата Казахстана.
- 1996 — В финале розыгрыша Кубка Казахстана — 96 «Елимай» обыграл команду «Мунайши» из Актау со счётом 2:1, но решением футбольной ассоциации результат финального матча был аннулирован за отказ команды принять кубок в знак протеста против творившегося беззакония в футбольной ассоциации Казахстана.
- 1997 — В честь 100-летия казахстанского писателя и одного из основоположников футбола нашего города Мухтара Ауэзова, в Семипалатинске проходит товарищеский матч между футбольным клубом «Елимай» и ветеранами футбольного клуба «Спартак» (Москва).
- 1998 — «Елимай» становится трёхкратным чемпионом Казахстана.
- 2001 — На стадионе «Спартак» состоялся товарищеский матч между ФК «Елимай» и Сборной клубов Африки, завершившийся победой семипалатинцев со счётом 3:0. Основу гостей составили участники из Нигерии и Гвинеи.
- 2001 — Молодёжная команда «Елимая» становится Чемпионом Казахстана среди дублеров.
- 2004 — «Елимай» переименован в «Семей». «Семей» впервые в своей истории покидает Суперлигу.
- 2005 — «Семей» — серебряный призёр Первой лиги.
- 2006 — Костяк команды состоит из местных воспитанников. В команду возвращается легенда казахстанского футбола Олег Литвиненко.
- 2008 — «Спартак» под руководством Андрея Мирошниченко становится бронзовым призёром Первой лиги.
- 2009 — В преддверии отборочного матча Англия — Казахстан, Семей посетил посол Великобритании Пол Брамелл. Целью визита было ознакомление с традициями казахстанского футбола, родиной которого является Семей. Обязанность поведать о казахстанском футбольном мастерстве на себя возложил местный «Спартак»[2].
- 2009 — На заседании Контрольно-Дисциплинарного комитета ФФК принято решение о применении санкции к ФК «Спартак» в виде «запрета на регистрацию переходов (трансферов) игроков» до полного погашения всей имеющейся задолженности перед игроками Каргужиновым Ж., Тусюбовым Ф. и Забелиным В., а также задолженности по наложенным штрафам.
- 2009—2011 — «Спартак» стоит на грани закрытия. Из-за сложившейся финансовой ситуации в клубе накапливаются многомиллионные долги.
- 2011 — Канат Тулесбаев назначен на пост президента «Спартака».
- 2011 — «Спартак» показывает свой худший результат в Первой лиги (14 место).
- 2012 — По сравнению с сезоном 2011 года полностью меняется состав команды. Спустя 19 лет команду возглавляет Валерий Журавлев. По итогам сезона команда занимает 6 место.
- 2013 — Президентом «Спартака» становится Зейнетулла Ахметов.
- 2013 — «Спартак» — серебряный призёр Первой лиги. Команда получает право на стыковой матч за выход в Премьер лигу.
- 2013 — В борьбе за место в Премьер-Лиге будущего сезона на поле «Астана-Арены» сошлись усть-каменогорский «Восток» и семейский «Спартак». «Спартак» благодаря голу Павла Пурышкина в дополнительное время одержал минимальную победу и спустя 9 лет вернулся в элиту казахстанского футбола.
- 2013 — В драматическом театре имени Абая, Аким города Семей Айбек Каримов, вице-президент ПФЛ Михаил Гурман вручили футболистам, руководству и тренерскому штабу «Спартака» серебряные медали Первой лиги.
- 2014 — Спустя 10 лет, «Спартак» проводит свой первый матч в Премьер лиге.
- 2014 — Постановлением Правительства Республики Казахстан № 280 «Об утверждении Комплексного плана приватизации на 2014—2016 годы» было принято, что в ближайший год-два спортивные клубы Казахстана (в том числе и «Спартак») должны перейти в частную собственность.
- 2014 — При футбольном клубе «Спартак» открывается детский футбольный центр. Воспитанники футбольного центра выступают в Чемпионате Казахстана среди своих возрастов.
- 2014 — «Спартак» на выезде уступает «Таразу» в заключительном туре чемпионата со счетом 0:1 и покидает Премьер лигу.
- 2015 — Долгое время возглавляя турнирную таблицу, в ходе сезона «Спартак» столкнулся с финансовыми проблемами, из-за которых мог сняться с чемпионата. Доиграв сезон, по его итогам команда заняла 6 место.
- 2016 — Футбольному клубу «Спартак» отказано в финансировании, в связи с решением Акима Восточно-Казахстанской области Д. Ахметова создать один областной футбольный клуб («Алтай») путём объединения «Спартака» и «Востока». «Спартак» приостанавливает участие в соревнованиях.
- 2016 — Несмотря на многомиллионные долги перед футболистами, тренерским штабом, персоналом футбольного клуба «Спартак», Акимом города Семей Е. Салимовым подписан указ о ликвидации КГКП Футбольный клуб «Спартак» Семей.
- 2018 — Плановая дата ликвидации КГКП Футбольный клуб «Спартак» Семей — 31 декабря 2020 года[3]
- 2020—2021 — Проиграв многочисленные суды, учредителями клуба в лице ГУ «Аппарат Акима города Семей Восточно-Казахстанской области» начата выплата долгов перед футболистами, персоналом и тренерским штабом «Спартака» за 2014—2015 годы.[4]
- 2022 — Весной после объявления о создании области Абай, болельщиками и общественными деятелями города Семей была поднята тема о возрождении футбольного клуба. В июле инициативной группой создан Общественный фонд «Футбольный клуб «Елимай»», учредителями которого выступили воспитанник семейского футбола Самат Смаков и депутат маслихата области Абай Серик Байгалиев. Несмотря на заявленное ранее возрождение клуба, в декабре 2022 года на встрече с болельщиками в Семее учредители клуба в лице Серика Байгалиева заявили о том что новообразованный «Елимай» не является правопреемником старой команды, а создан как новое юридическое лицо[1].

### Выступления в чемпионате СССР
| Сезон | Лига                          | Место | И  | В  | Н  | П  | ЗМ | ПМ | Лучший бомбардир                    |
| ----- | ----------------------------- | ----- | -- | -- | -- | -- | -- | -- | ----------------------------------- |
| 1964  | Класс «Б», 6 зона             | 16    | 34 | 7  | 13 | 14 | 22 | 42 | В. Гурлач, В. Филин и М. Умаров — 4 |
| 1965  | Класс «Б», 6 зона             | 19    | 36 | 7  | 6  | 23 | 24 | 55 | В. Гурлач — 6                       |
| 1966  | Класс «Б», 6 зона             | 8     | 30 | 11 | 8  | 11 | 39 | 37 | Л. Водзинский — 13                  |
| 1967  | Класс «Б», 6 зона             | 4     | 34 | 15 | 11 | 8  | 34 | 22 | В. Дронкин — 11                     |
| 1968  | Класс «Б», Казахстанская зона | 4     | 40 | 28 | 6  | 6  | 79 | 18 | В. Поликанов — 24                   |
| 1969  | Класс «Б», Казахстанская зона | 2     | 40 | 24 | 11 | 5  | 61 | 24 | В. Дронкин — 25                     |
| 1970  | Класс «Б», Казахстанская зона | 1     | 30 | 21 | 7  | 2  | 55 | 12 | А. Кашаганов — 13                   |
| 1971  | Вторая лига, 6 зона           | 1     | 38 | 25 | 6  | 7  | 67 | 33 | А. Ионкин — 22                      |
| 1972  | Вторая лига, 6 зона           | 3     | 36 | 22 | 5  | 9  | 45 | 27 | О. Волох и Б. Евдокимов — 7         |
| 1973  | Вторая лига, 6 зона           | 7     | 30 | 12 | 4  | 14 | 32 | 37 | Б. Евдокимов — 7                    |
| 1974  | Вторая лига, 1 зона           | 13    | 30 | 9  | 6  | 15 | 30 | 41 | Т. Амиров — 5                       |
| 1975  | Вторая лига, 5 зона           | 10    | 34 | 12 | 11 | 11 | 41 | 37 | Ю. Кудаев и А. Масесов — 8          |
| 1976  | Вторая лига, 2 зона           | 5     | 40 | 16 | 11 | 13 | 57 | 43 | Г. Штромбергер — 17                 |
| 1977  | Вторая лига, 6 зона           | 1     | 38 | 20 | 13 | 5  | 67 | 39 | В. Афонин — 23                      |
| 1978  | Вторая лига, 6 зона           | 13    | 40 | 15 | 9  | 16 | 61 | 50 | Г. Штромбергер — 18                 |
| 1979  | Вторая лига, 6 зона           | 5     | 40 | 22 | 6  | 12 | 74 | 49 | А. Борисов — 21                     |
| 1980  | Вторая лига, 7 зона           | 9     | 38 | 18 | 5  | 15 | 62 | 53 | В. Якубов — 17                      |
| 1981  | Вторая лига, 7 зона           | 10    | 36 | 15 | 8  | 13 | 53 | 43 | В. Журавлёв — 15                    |
| 1982  | Вторая лига, 8 зона           | 4     | 36 | 19 | 7  | 10 | 68 | 45 | С. Климов — 16                      |
| 1983  | Вторая лига, 8 зона           | 4     | 32 | 16 | 11 | 5  | 50 | 26 | В. Винничук — 10                    |
| 1984  | Вторая лига, 8 зона           | 7     | 32 | 17 | 5  | 10 | 57 | 33 | А. Борисов — 13                     |
| 1985  | Вторая лига, 8 зона           | 6     | 26 | 11 | 7  | 8  | 36 | 29 | С. Гороховодацкий и С. Климов — 9   |
| 1986  | Вторая лига, 8 зона           | 6     | 28 | 14 | 5  | 9  | 48 | 34 | А. Пинчуков — 12                    |
| 1987  | Вторая лига, 8 зона           | 6     | 28 | 14 | 4  | 10 | 55 | 35 | С. Климов и В. Логинов — 12         |
| 1988  | Вторая лига, 8 зона           | 7     | 32 | 16 | 5  | 11 | 49 | 35 | С. Климов — 17                      |
| 1989  | Вторая лига, 8 зона           | 9     | 34 | 15 | 6  | 13 | 49 | 43 | С. Вишняков и В. Логинов — 12       |
| 1990  | Вторая лига, 8 зона           | 3     | 36 | 22 | 9  | 5  | 65 | 24 | Э. Гасанов — 16                     |
| 1991  | Вторая лига, 8 зона           | 2     | 36 | 26 | 6  | 4  | 79 | 22 | С. Вишняков — 21                    |

И — игры. В — выигрыш. Н — ничья. П — поражения. ЗМ — забито мячей. ПМ — пропущено мячей.
Наивысшее достижение в Кубке СССР — 1/32 розыгрыша 1978 года.

### Выступления в чемпионате Казахстана
| Сезон | Лига         | Место | И  | В  | Н | П  | ЗМ | ПМ | Лучший бомбардир               |
| ----- | ------------ | ----- | -- | -- | - | -- | -- | -- | ------------------------------ |
| 1992  | Высшая       | 14    | 38 | 13 | 5 | 20 | 53 | 77 | Э. Гасанов — 12                |
| 1993  | Высшая       | 17    | 46 | 15 | 8 | 23 | 51 | 85 | В. Воронцов — 11               |
| 1994  | Высшая       | 1     | 30 | 20 | 7 | 3  | 70 | 29 | К. Аубакиров — 16              |
| 1995  | Высшая       | 1     | 30 | 21 | 4 | 5  | 68 | 23 | А. Мирошниченко — 23           |
| 1996  | Высшая       | 3     | 34 | 22 | 8 | 4  | 64 | 17 | Б. Есмагамбетов — 14           |
| 1997  | Высшая       | 7     | 26 | 13 | 7 | 6  | 41 | 26 | О. Литвиненко — 8              |
| 1998  | Высшая       | 1     | 26 | 20 | 3 | 3  | 60 | 20 | О. Литвиненко — 23             |
| 1999  | Высшая       | 9     | 30 | 12 | 4 | 14 | 35 | 36 | Э. Хачатурян — 9               |
| 2000  | Высшая       | 8     | 28 | 12 | 5 | 11 | 43 | 33 | К. Аубакиров — 15              |
| 2001  | Высшая       | 7     | 32 | 14 | 6 | 12 | 47 | 42 | К. Аубакиров — 13              |
| 2002  | Суперлига    | 8     | 32 | 11 | 6 | 15 | 33 | 51 | О. Литвиненко — 11             |
| 2003  | Суперлига    | 9     | 32 | 12 | 7 | 13 | 35 | 35 | О. Литвиненко — 13             |
| 2004  | Суперлига    | 19    | 36 | 4  | 1 | 31 | 25 | 84 | А. Гавриленко — 6              |
| 2005  | Первая       | 2     | 24 | 18 | 5 | 1  | 76 | 17 | А. Гавриленко и С. Казиев — 11 |
| 2006  | Первая       | 4     | 24 | 12 | 7 | 5  | 46 | 25 | А. Ерсалимов — 13              |
| 2007  | Первая       | 9     | 26 | 7  | 8 | 11 | 29 | 49 | К. Казакпаев — 7               |
| 2008  | Первая       | 3     | 26 | 13 | 8 | 5  | 50 | 35 | А. Востриков — 17              |
| 2009  | Первая       | 7     | 26 | 12 | 2 | 12 | 35 | 41 | С. Казиев — 5                  |
| 2010  | Первая       | 4     | 34 | 19 | 7 | 8  | 68 | 40 | А. Ерсалимов — 17              |
| 2011  | Первая       | 14    | 32 | 8  | 8 | 16 | 36 | 53 | М. Исанов — 6                  |
| 2012  | Первая       | 6     | 30 | 14 | 4 | 12 | 38 | 45 | С. Казиев — 8                  |
| 2013  | Первая       | 2     | 34 | 21 | 7 | 6  | 53 | 23 | П. Пурышкин — 13               |
| 2014  | Премьер лига | 12    | 32 | 7  | 7 | 18 | 30 | 52 | Н. Йованович — 7               |
| 2015  | Первая       | 6     | 24 | 11 | 6 | 7  | 34 | 19 | К. Задорожный — 6              |

И — игры. В — выигрыш. Н — ничья. П — поражения. ЗМ — забито мячей. ПМ — пропущено мячей.
Наивысшее достижение в Кубке Казахстана — обладатели Кубка Казахстана (1995).
В сезонах 1995, 2003—2005 в Первой лиге играла также вторая команда клуба — «Семей-2» (в 1995 и 2003 — «Елимай-2»).

## Международное участие
| Сезон   | Турнир                      | Стадия          | Соперник                  | Результат |
| ------- | --------------------------- | --------------- | ------------------------- | --------- |
| 1995    | Кубок чемпионов Содружества | Групповой этап  | Зимбру                    | 0:0       |
| 1995    | Кубок чемпионов Содружества | Групповой этап  | Молодёжная сборная России | 2:6       |
| 1995    | Кубок чемпионов Содружества | Групповой этап  | Динамо                    | 1:4       |
| 1995/96 | Лига чемпионов АФК          | 1/16 финала     | Нефтчи                    | 1:3,4:1   |
| 1995/96 | Лига чемпионов АФК          | 1/8 финала      | Аль-Наср                  | 0:1, -:-* |
| 1996    | Кубок чемпионов Содружества | Групповой этап  | Пюник                     | 3:0       |
| 1996    | Кубок чемпионов Содружества | Групповой этап  | Кант-Ойл                  | 4:0       |
| 1996    | Кубок чемпионов Содружества | Групповой этап  | Алания                    | 0:4       |
| 1996    | Кубок чемпионов Содружества | 1/4 финала      | Сконто                    | 0:1       |
| 1996/97 | Лига чемпионов АФК          | 1/16 финала     | АиК (Бишкек)              | 4:2, 2:1  |
| 1996/97 | Лига чемпионов АФК          | 1/8 финала      | Пирузи                    | 3:0, 0:5  |
| 1997    | Кубок Туркменбаши           | Групповой этап  | Динамо                    | 1:0       |
| 1997    | Кубок Туркменбаши           | Групповой этап  | Атака (Минск)             | 0:0       |
| 1997    | Кубок Туркменбаши           | Групповой этап  | Ворскла                   | 0:1       |
| 1997    | Кубок Туркменбаши           | Матч за 3 место | Ереван                    | 2:1       |
| 1999    | Кубок чемпионов Содружества | Групповой этап  | Варзоб                    | 1:1       |
| 1999    | Кубок чемпионов Содружества | Групповой этап  | Спартак-2                 | 1:2       |
| 1999    | Кубок чемпионов Содружества | Групповой этап  | Цемент                    | 1:2       |

¹ Ответный матч в Семипалатинске не состоялся из-за сильного мороза. На игре в назначенное время настаивали представители казахстанской стороны и на перенос на другую дату и время своего согласия не дали. По решению Азиатской ассоциации футбола в следующий раунд вышел «Аль-Наср» по результатам только одного матча.

## Достижения

### Казахстан
- Чемпион Казахстана 1994, 1995, 1998 годов
- Бронзовый призёры чемпионата Казахстана 1996 года
- Обладатель Кубка Казахстана 1995 года
- Серебряный призёр Первой лиги Казахстана 2005 и 2013 годов
- Бронзовый призёр Первой лиги Казахстана 2008 года

### Казахская ССР
- Обладатель Кубка Семипалатинской области 1962 года
- Чемпион Семипалатинской области 1963 года
- Чемпион Казахской ССР 1963 года
- Обладатель Кубка Казахской ССР 1983 года
- Финалист Кубка Казахской ССР 1984 и 1989 годов
- Финалист Кубка 50-летия Казахской ССР 1970 года

### СССР
- Чемпион зонального турнира 1970 года (Класс «Б», Казахстанская зона)
- Чемпион зонального турнира 1971 и 1977 годов (Вторая лига СССР, 6 зона)
- Серебряный призёр зонального турнира 1969 года (Класс «Б», Казахстанская зона)
- Серебряный призёр зонального турнира 1991 года (Вторая лига СССР, 8 зона)
- Бронзовый призёр зонального турнира 1972 года (Вторая лига СССР, 6 зона)
- Бронзовый призёр зонального турнира 1990 года (Вторая лига СССР, 8 зона)

### Азиатские кубки
- Участник Кубка азиатских чемпионов 1994/95 и 1996/97 годов (оба раза доходили до 1/8 финала)

### Иные турниры
- Участник Кубка чемпионов Содружества 1995,1996 и 1999 годов (лучший результат: 1/4 финала в 1996 году)
- Бронзовый призёр Кубка «Туркменбаши» 1997 года
- Обладатель Кубка «Штоккерау-97» в 1997 году

## Игроки «Спартака» в составе сборных
- Кайрат Аубакиров — 1994—1996 годы
- Вахид Масудов — 1995 год
- Андрей Мирошниченко — 1995—1997 годы
- Андрей Орлов — 1996 год
- Сергей Суродеев — 1997 год
- Булат Есмагамбетов — 1997 год
- Юрий Кротов — 2003 год
- Самат Смаков — 2003 год
- Денис Проскурин — 2003 год
- Андрей Богомолов — 2002—2003 годы
- Олег Литвиненко — 1995—1997 и 2002—2003 годах
- Анатолий Власичев — 2013 год

## Игроки «Спартака» в символических сборных
1968 год
- Фаиз Самигуллин — лучший вратарь
- Владимир Камшилов — лучший центральный полузащитник (под 3 номером)
- Виктор Дронкин — лучший левый полузащитник
- Равиль Абдувалиев — лучший правый нападающий
- Виктор Малин — лучший левый нападающий

1969 год
- Владимир Камшилов — лучший левый полузащитник
- Виктор Дронкин — лучший нападающий

1994 год
- Борис Глушков — лучший левый защитник чемпионата
- Равшан Мухадов — лучший левый нападающий чемпионата
- Кайрат Аубакиров — лучший центральный нападающий чемпионата
- Кайрат Айманов — лучший центральный защитник чемпионата (под 2 номером)
- Сергей Вишняков — лучший центральный полузащитник чемпионата (под 2 номером)
- Виталий Кафанов — лучший вратарь чемпионата (под 3 номером)

1995 год
- Борис Глушков — лучший левый защитник чемпионата
- Анатолий Поведенок — лучший правый полузащитник чемпионата
- Андрей Мирошниченко — лучший левый нападающий чемпионата
- Олег Литвиненко — лучший правый нападающий чемпионата
- Вахид Масудов — лучший центральный полузащитник чемпионата (под 2 номером)
- Андрей Мирошниченко — лучший игрок чемпионата
- Андрей Мирошниченко — лучший бомбардир Кубка Казахстана

1996 год
- Маркуш Роберто Пименту — лучший центральный нападающий чемпионата
- Борис Глушков — лучший левый защитник чемпионата (под 2 номером)
- Андрей Мирошниченко — лучший левый полузащитник чемпионата (под 2 номером)

1997 год
- Булат Есмагамбетов — лучший левый нападающий чемпионата
- Олег Литвиненко — лучший правый нападающий чемпионата (под 2 номером)

1998 год
- Олег Литвиненко — лучший правый нападающий чемпионата
- Юрий Ишутин — лучший вратарь чемпионата (под 2 номером)
- Сергей Суродеев — лучший правый защитник чемпионата (под 2 номером)
- Самат Смаков — лучший левый полузащитник чемпионата (под 2 номером)
- Олег Литвиненко — лучший бомбардир чемпионата

1999 год
- Сергей Суродеев — лучший правый защитник чемпионата(под 2 номером)
- Андрей Мирошниченко — лучший левый нападающий чемпионата(под 2 номером)

2001 год
- Денис Проскурин — лучший правый защитник чемпионата(под 2 номером)

2002 год
- Олег Литвиненко — лучший левый нападающий чемпионата

2003 год
- Самат Смаков — лучший центральный защитник чемпионата
- Андрей Богомолов — лучший центральный полузащитник

2012 год
- Алибек Сакенов — лучший правый защитник чемпионата Первой лиги
- Азат Ерсалимов — лучший правый полузащитник чемпионата Первой лиги

2013 год
- Азат Ерсалимов — лучший левый полузащитник чемпионата Первой лиги
- Рустам Айдаргалиев — лучший вратарь чемпионата Первой лиги (под 2 номером)
- Павел Пурышкин — лучший левый нападающий чемпионата Первой лиги(под 2 номером)

2015 год
- Алексей Малышев — лучший атакующий центральный полузащитник Первой лиги (под 2 номером)
- Ерхат Бейсенов — самый молодой дебютант в составе команды (под 44 номером)

## Рекордсмен по сыгранным матчам в чемпионатах
- Андрей Пинчуков — 582 матча

## Лучший бомбардир за всю историю клуба в чемпионатах
- Сергей Вишняков — 84 гола

## Стадион
Стадион «Спартак» — многофункциональный стадион города Семей.
С 8 июля 1966 года являлся домашним стадионом для ФК «Спартак» (Семей). Расположен по адресу: ул. Гагарина, 168.
Стадион «Спартак» включает в себя игровое поле размером 105х68 с натуральным газоном, две трибуны, электронное табло, четыре прожекторных мачты для освещения, спортивный зал, беговые дорожки, легкоатлетический манеж и тренировочное поле с искусственным газоном. Вместимость стадиона 8000 человек.
Стадион «Спартак» построен и расположен на старинном городском кладбище, на котором были захоронены известные люди нашего города XVIII—XIX вв. (в том числе основатель Семипалатинска — Иван Григорьевич Андреев). Летом 1961 года в облсовет «Спартака» приехали первый секретарь обкома партии М. П. Карпенко, председатель облсовпрофа С. Г. Кузьмин для выбора места для строительства стадиона. С этого всё началось. Было решено построить стадион на профсоюзные средства и стадион назвать «Спартак». Строительную часть возложили на строительный трест «Жилгражданстрой». Общая сумма сметы составила 665 тысяч рублей. Начальное финансирование Казсовпрофа было 103 тысяч рублей. В 1963 году Казсовпроф выделил 264 тысячи рублей. В начале 1965 года Всесоюзным центральным советом профессиональных союзов (ВЦСПС) выделено 298 тысяч рублей для полного завершения строительства стадиона «Спартак». Строительство стадиона было завершено и он был сдан в эксплуатацию в августе 1966 года.
В 2003 году прошла реконструкция стадиона по стандартам УЕФА. Была произведена замена легкоатлетических дорожек. Были установлены сидения. Вместимость уменьшилась с 15 000 до 10 000 человек.
В 2013 году в преддверии празднования 100-летия казахстанского футбола произведена капитальная реконструкция стадиона «Спартак».

## Тренеры за всю историю клуба
| - Гаврилюк, Николай Григорьевич (1963) - Котляров, Владимир Алексеевич (1964) - Кузьмин, Михаил Никитович (1965) - Козырский, Владимир Иванович (1965—1966) - Власов, Олег Николаевич (1967—1968) - Остроушко, Леонид Константинович (1969) - Свешников, Игорь Александрович (1970) - Еркович, Борис Никитович (1970—1973) - Михалёв, Николай Алексеевич (1974) - Валицкий, Евгений Борисович (1975—1978) - Волох, Олег Антонович (1979—1981) - С. Каминский (1982—1984) - Волох, Олег Антонович (1985—1987) | - В. Журавлев (1988—1992) - Винничук, Василий Васильевич (1993) - Чернов, Анатолий Петрович (1994) - Масудов, Вахид Юнусович (1995) — играющий тренер - Никитенко, Владимир Андреевич (1995) — тренер - Рымбаев, Сергазы Тулеуович (1996) - Дурдыев, Байрам Овезович (1997) - Чернов, Анатолий Петрович (1998) - Линчевский, Владимир Викторович (1999) - Десембаев, Нуржан Кабденович (1999—2000) - Волох, Олег Антонович (2000) - Белокуров, Сергей Алексеевич (2001) | - Есмагамбетов, Булат Жолдасович (2002) - Кумыков, Виктор Балютович (2002—2003) - Пинчуков, Андрей Викторович (2003) — и. о. - Евдокимов, Борис Владимирович (2003—2004) - Пинчуков, Андрей Викторович (2004—2006) - Мирошниченко, Андрей Геннадьевич (2006—2008) - Сыздыков, Марат Толеуханович (2009—2011) - Пинчуков, Андрей Викторович (2011) - Журавлёв, Валерий Геннадьевич (2012—2013) - Кулшинбаев, Алмас Жаканович (2013—2014) - Фриденталь, Константин Фёдорович (2014) — и. о. - Петрушин, Алексей Алексеевич (2014—2015) |